# تازه‌کند نهند (هریس)
تازه‌کند نهند یکی از روستاهای استان آذربایجان شرقی است که در دهستان مواضع‌خان شرقی بخش خواجه شهرستان هریس واقع شده‌است.